# 11021 Foderà
11021 Foderà è un asteroide della fascia principale. Scoperto nel 1986, presenta un'orbita caratterizzata da un semiasse maggiore pari a 3,1648468 UA e da un'eccentricità di 0,1530083, inclinata di 19,21034° rispetto all'eclittica.